# Abdelkader Mhiri
Abdelkader Mhiri (arabe : عبد القادر المهيري), né le 7 août 1934 à Sfax et mort le 13 mai 2016 à Tunis, est un linguiste, homme politique et universitaire tunisien spécialiste en lettres et langue arabe.

## Biographie
Après avoir suivi des études bilingues et obtenu des diplômes de lettres françaises et d'arabe, l'agrégation en 1959 et le doctorat en 1970, il est nommé comme doyen de la faculté des sciences humaines et sociales de Tunis, fonction qu'il occupe de 1970 à 1972 en replacement de Mohamed Talbi.
Secrétaire d'État auprès du ministère de l'Enseignement supérieur du 15 mai au 7 novembre 1987, il devient président de l'université de Tunis entre 1988 et 1995. Il est par la suite président du comité d'évaluation de l'enseignement supérieur de 1995 à 1998.
Membre de l'Académie tunisienne des sciences, des lettres et des arts, il reçoit, en 2011, le prix Ibn Khaldoun-Senghor pour la traduction, du français à l'arabe, du Nouveau dictionnaire encyclopédique des sciences du langage et le prix du roi Abdallah Ibn Abdelaziz pour sa traduction en arabe du Dictionnaire d'analyse du discours de Patrick Charaudeau et Dominique Maingueneau.
Professeur émérite à l'université de Tunis, il encadre pendant de longues années les travaux de la deuxième génération de linguistes tunisiens.

## Principales publications
- Étude linguistique des deux premiers livres de lecture arabe en usage en Tunisie, éd. Centre d'études et de recherches économiques et sociales, Tunis, 1968.
- Les Théories grammaticales d'Ibn Jinnî, éd. Faculté des lettres et des sciences humaines, Tunis, 1973.
- (ar) Théorie linguistique et poétique dans le patrimoine arabe (avec Hamadi Masmoud et Abdessalem Mseddi), éd. Société tunisienne de diffusion, Tunis, 1988.
- (ar) Théories du patrimoine linguistique arabe, éd. Dar al-Gharb al-Islami, Beyrouth, 1993.
- (ar) Auto-biographie, éd. Association tunisienne de linguistique, Tunis, 1997.
- (ar) La Diversité culturelle et les droits culturels (avec Hamadi Masmoud), éd. Institut arabe des droits de l'homme, Tunis, 2003.
- (ar) Recherches linguistiques, éd. Faculté des lettres, des arts et des humanités de La Manouba (ar), La Manouba, 2008.